# Lista turneelor lui Kylie Minogue

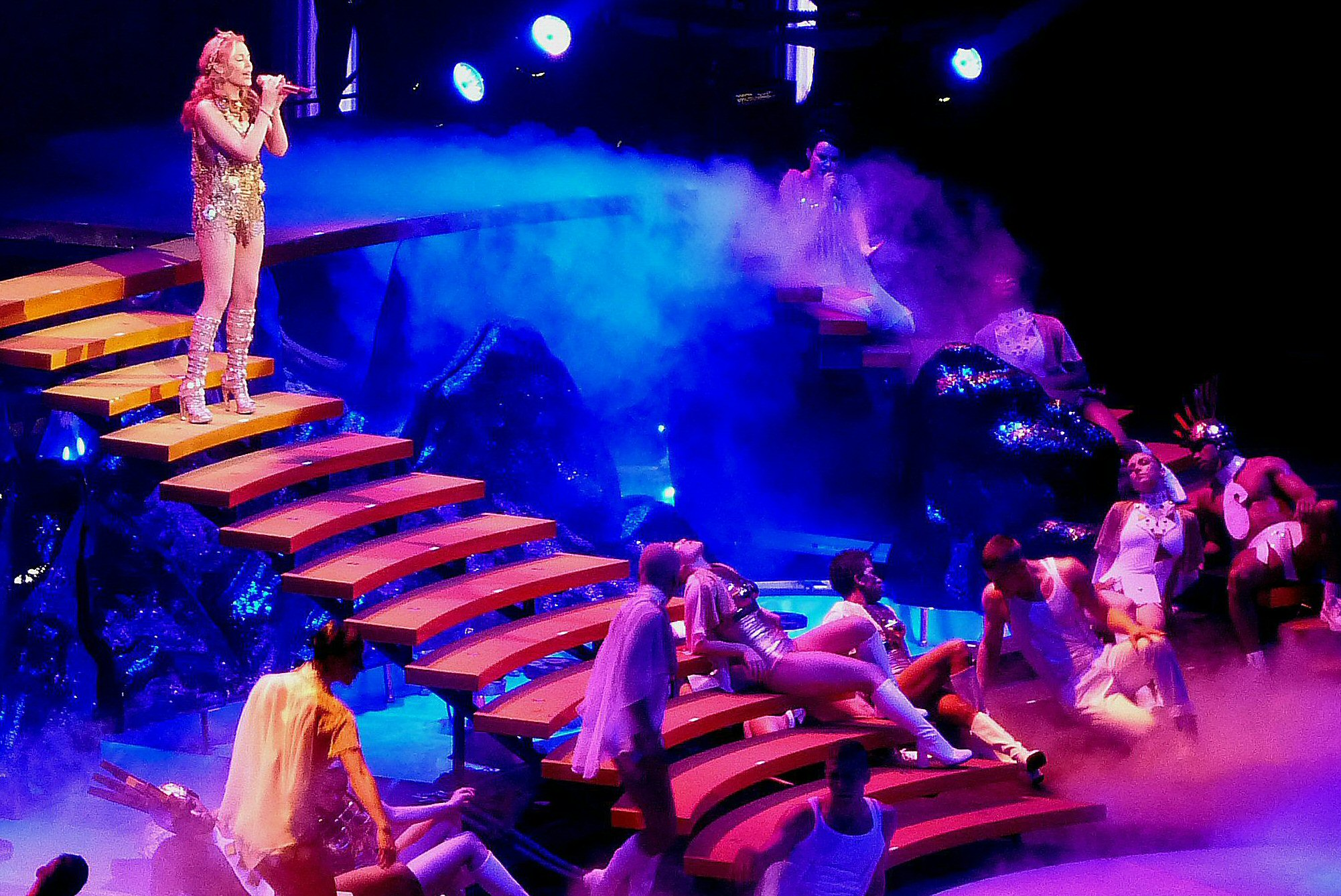
Kylie Minogue în concert în cadrul Aphrodite World Tour din Paris, Franța, 2011.

Începând cu 1989, Kylie Minogue a susținut nouă turnee în Australia, Europa și Asia. Prima interpretare live a cântăreței a fost la Canton, un club de noapte din Hong Kong. În anul următor a plecat în primul ei turneu, interpretând în fața a peste 38.000 de oameni la Tokyo Dome în Japonia.
La unul din cele mai recente turnee ale ei, Showgirl - The Homecoming Tour, au fost vândute toate biletele puse în vânzare în Australia și Regatul Unit, conținând duete cu vocalistul formației U2, Bono, și sora lui Minogue, Danii.
Performanțele cântăreței includ costume elaborate și decoruri inspirate de cele de muzical-urile de pe Broadway, filme science fiction și formații de muzică electronică precum Kraftwerk. În 2003, Minogue a fost numită „Interpreta live a anului” la premiile Mo.

## Turnee
| An | Titlu                              | Date | Numărul de interpretări | Tipuri de formate lansate |
| --- | ---------------------------------- | --- | ----------------------- | ------------------------- |
| 1989 | Disco in Dream/The Hitman Roadshow | 2 octombrie, 1989–9 octombrie, 1989 (Japonia) | 4                       | VHS, Laserdisc            |
| „Disco in Dream” a fost un turneu de patru zile în Japonia. Minogue a interpretat la Tokyo Dome în fața a peste 38.000 de fani în fiecare seară. Folosind aceeași listă de piese, Minogue a plecat în The Hitman Roadshow, un turneu gratis, de zece ori în Anglia, fiind sponsorizată de posturi de radio locale. |                                    | |                         |                           |
| 1990 | Enjoy Yourself                     | 3 februarie, 1990–9 februarie, 1990 (Australia) 17 aprilie, 1990–18 mai, 1990 (Europa) 24 mai, 1990–26 mai, 1990 (Asia) | 22                      |                           |
| Toate biletele puse în vânzare în Londra, Belfast și Dublin au fost vândute. Turneul a marcat debutul piesei „Better the Devil You Know”. |                                    | |                         |                           |
| 1991 | Rhythm of Love                     | 10 februarie, 1991–23 februarie, 1991 (Australia) 4 martie, 1991–10 martie, 1991 (Japonia) | 13                      |                           |
| Minogue a organizat acest turneu ca să le mulțumească fanilor australieni pentru că îi rămăsesără fideli de la începutul carierei ei în 1987. |                                    | |                         |                           |
| 1991 | Let's Get to It                    | 25 octombrie, 1991–8 noiembrie, 1991 (Regatul Unit) | 13                      | VHS, Laserdisc            |
| Lista pieselor din turneu a fost asemănătoare cu cea din Rythm of Love Tour, fiind revizuită și adăugită. Costumele au fost create de John Galliano pentru a i se potrivi noii ei imagini, una mai matură. |                                    | |                         |                           |
| 1998 | Intimate and Live                  | 2 iunie, 1998–4 iulie, 1998 (Australia) 29 iulie, 1998–31 iulie, 1998 (Anglia) | 21                      | VHS, DVD                  |
| Turneul cu buget redus s-a vândut în Australia foarte bine, rezultând în înregistrarea unui album live cu același nume. Minogue nu plănuise concerte în Anglia, dar datorită cererii publicului, a planificat trei în Londra.                                                                                      |                                    | |                         |                           |
| 2001 | On a Night Like This               | 3 martie, 2001–28 martie, 2001 (Europa) 14 aprilie, 2001–30 mai, 2001 (Australia) | 43                      | DVD, VHS                  |
| Mingoue a interpretat pentru prima oară hitul „Can't Get You out of My Head” în acest turneu. DVD-ul cu acest turneu, „Live in Sydney” a ajuns pe locul 1 în topul DVD-urilor din Marea Britanie în octombrie 2001.                                                                                                |                                    | |                         |                           |
| 2002 | KylieFever2002                     | 26 aprilie, 2002–18 iunie, 2002 (Europa) 2 august, 2002–16 august, 2002 (Australia) | 50                      | DVD, VHS                  |
| Costumele și decorurile pentru turneu au fost inspirate de cele din filmele science fiction. DVD-ul a câștigat premiul „Cel mai bun DVD muzical” la Premiile DVD din februarie 2003. |                                    | |                         |                           |
| 2005 | Showgirl - The Greatest Hits       | 19 martie, 2005–7 mai, 2005 (Europa) | 37                      | DVD, UMD                  |
| Programul turneului în Australia a fost amânat din cauza diagnosticării cântăreței cu cancer mamar în mai 2005. |                                    | |                         |                           |
| 2006/2007 | Showgirl - The Homecoming          | 11 noiembrie, 2006–17 decembrie, 2006 (Australia) 31 decembrie, 2006–23 ianuarie, 2007 (Anglia) | 33                      | DVD                       |
| Turneul conținea noi costume și o nouă listă de piese. Câteva concerte din Manchester, Anglia au fost amânate temporar din cauza diagnosticării la Minogue a unei infecții respiratorii. |                                    | |                         |                           |
| 2008 | KylieX2008                         | 6 mai, 2008–4 august, 2008 (Europa) 1 noiembrie, 2008–15 noiembrie, 2008 (America de Sud) 8 decembrie, 2008–19 decembrie, 2008 (Oceania) | 66                      | DVD                       |
| KylieX2008 este cel mai mare și mai scump turneul susținut de Minogue, având concerte pe patru continente timp de șapte luni, având un echipaj de 120 de oameni. Un DVD numit Kylie Live: X2008 a fost lansat. |                                    | |                         |                           |
| 2009 | For You, For Me Tour               | 30 septembrie 2009–13 octombrie 2009 (America de Nord) | 9                       |                           |
| For You, For Me Tour este primul turneu nord-american pentru Minogue. |                                    | |                         |                           |
| 2011 | Aphrodite World Tour               | 19 februarie 2011 – 11 aprilie 2011 (Europa) 23 aprilie 2011 – 25 apilie 2011 / 25 iunie 2011 – 5 iulie 2011 (Asia) 28 aprilie 2011 – 22 mai 2011(America de Nord) 3 iunie 2011 – 22 iunie 2011 (Australia) 8 iulie 2011 – 14 iulie 2011 (Africa de Sud) | 77                      |                           |
| Aphrodite World Tour a devenit cel mai mare turneu a lui Minogue până acum, ea a călătorit în jurul lumii și a fost țări care nu a fost niciodată. Producția a implicat un echipaj de peste 100 de persoane și a fost evaluat la peste 25 de milioane de dolari.                                                   |                                    | |                         |                           |
| 2012 | Anti Tour                          | 18 martie 2012 – 20 martie 2012 (Australia) 1 aprilie 2012 – 3 aprilie 2012 (Regatul Unit) | 7                       |                           |
| |                                    | |                         |                           |
| 2014—15 | Kiss Me Once Tour                  | 24 septembrie 2014 – 17 noiembrie 2014 (Europa) 14 martie 2015 – 21 martie 2015 (Australia) 28 martie 2015 (Emiratele Arabe Unite) | 35                      |                           |
| Turneu susținut în vederea promovării celui de-al 12-lea album al cântăreței, Kiss Me Once. A fost lansat și un DVD, intitulat Kiss Me Once Live at The SSE Hydro. |                                    | |                         |                           |
| |                                    | |                         |                           |
| 2015 | Kylie Summer 2015                  | 12 iunie 2015 – 18 iulie 2015 (Europa) | 6                       |                           |
| Kylie a susținut un scurt turneu european în sezonul estival. Este o reiterare a Kiss Me Once Tour cu adăugiri și mici modificări. |                                    | |                         |                           |